# Walckenaeria fraudatrix
Walckenaeria fraudatrix este o specie de păianjeni din genul Walckenaeria, familia Linyphiidae, descrisă de Millidge, 1983. Conform Catalogue of Life specia Walckenaeria fraudatrix nu are subspecii cunoscute.